# 科斯托拉茨
科斯托拉茨是塞爾維亞的城鎮，由布蘭尼切夫州負責管轄，位於該國東北部多瑙河畔，海拔高度69米。鎮上有兩座火力發電廠，2011年人口9,264。該城的前身是羅馬帝國時期的重鎮费米拉孔。

## 外部連結
- Municipality of Požarevac （页面存档备份，存于）